# Alessandro Franchi (Maler)

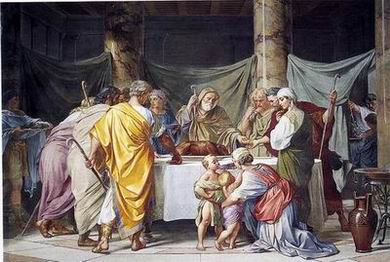
Fresko im Dom von Prato

Alessandro Franchi (* 15. März 1838 in Prato; † 29. April 1914 in Siena) war ein italienischer Porträtist und Freskenmaler. Die Schwerpunkte seiner Aktivität lagen zwischen Prato, Siena und Ligurien. Er studierte an der Sienesischen Akademie der Bildenden Künste, wo er später lehrte und deren Direktor er wurde.
Seine wichtigsten Werke mit sakralen Themen finden wir im Dom von Siena: die Mosaike der Fassade mit der Darstellung des Herrn und der Fußbodenschmuck mit der Tugend und den Bibelgeschichten.
Von ebenso großer Bedeutung ist die vollständig mit Fresken bemalte Kapelle, die als Vinaccesi im Dom von Prato bekannt ist und Geschichten des Alten Testaments zeigt. Ebenso ein Gemälde, das den Transport des Leichnams des hl. Stephanus zeigt und sich im gegenüberliegenden Diözesanmuseum befindet; ein Gemälde, das er 1860 mit nur 21 Jahren schuf.
Sein malerischer Stil, idealisierend aber mit realistischen Hinweisen, zeichnet sich durch eine Fülle von sehr leuchtenden Farben aus, die sich wieder mit verschiedenen internationalen Strömungen wie Nazarener und der italienischen Romanze des hayezanischen Ausdrucks verbindet.